# بيير كلاستر
بيير كلاستر (بالفرنسية: Pierre Clastres)‏ (17 مايو 1934-29 يوليو 1977) عالم أنثروبولوجيا وإثنيات فرنسي. عُرِف بإسهاماته في مجال الأنثروبولوجيا السياسية، عبر عمله الميداني بين شعب الغواياكي في باراغواي ونظريته حول المجتمعات عديمة الجنسية. ولأنه كان لاسلطويًا يبحث عن بديل للمجتمعات الغربية ذات التسلسل الهرمي، بحث فيما يخص الشعوب الأصلية التي لم تُعتبر السلطة لديها قسرية والزعماء لا نفوذ لهم.
ولامتلاكه خلفية في الأدب والفلسفة، بدأ كلاستر دراسة الأنثروبولوجيا مع كلود ليفي شتراوس وألفريد ميترو في خمسينيات القرن الماضي. بين عامي 1963 و1947 سافر إلى أمريكا الجنوبية ليعمل ميدانيًا بين شعب الغواراني والتشولوبي واليانومامي. نشر كلاستر في الغالب مقالات، وبسبب وفاته الباكرة، بات عمله غير مكتمل ومبعثر. أعماله المميزة هي مجموعة مقالات «المجتمع ضد الدولة» (1974)، ويشمل فهرسه أيضًا «تاريخ هنود الغواياكي (1972)» و«المتحدث الأعظم (1974)» و«علم آثار العنف (1980)».

## حياته ومهنته

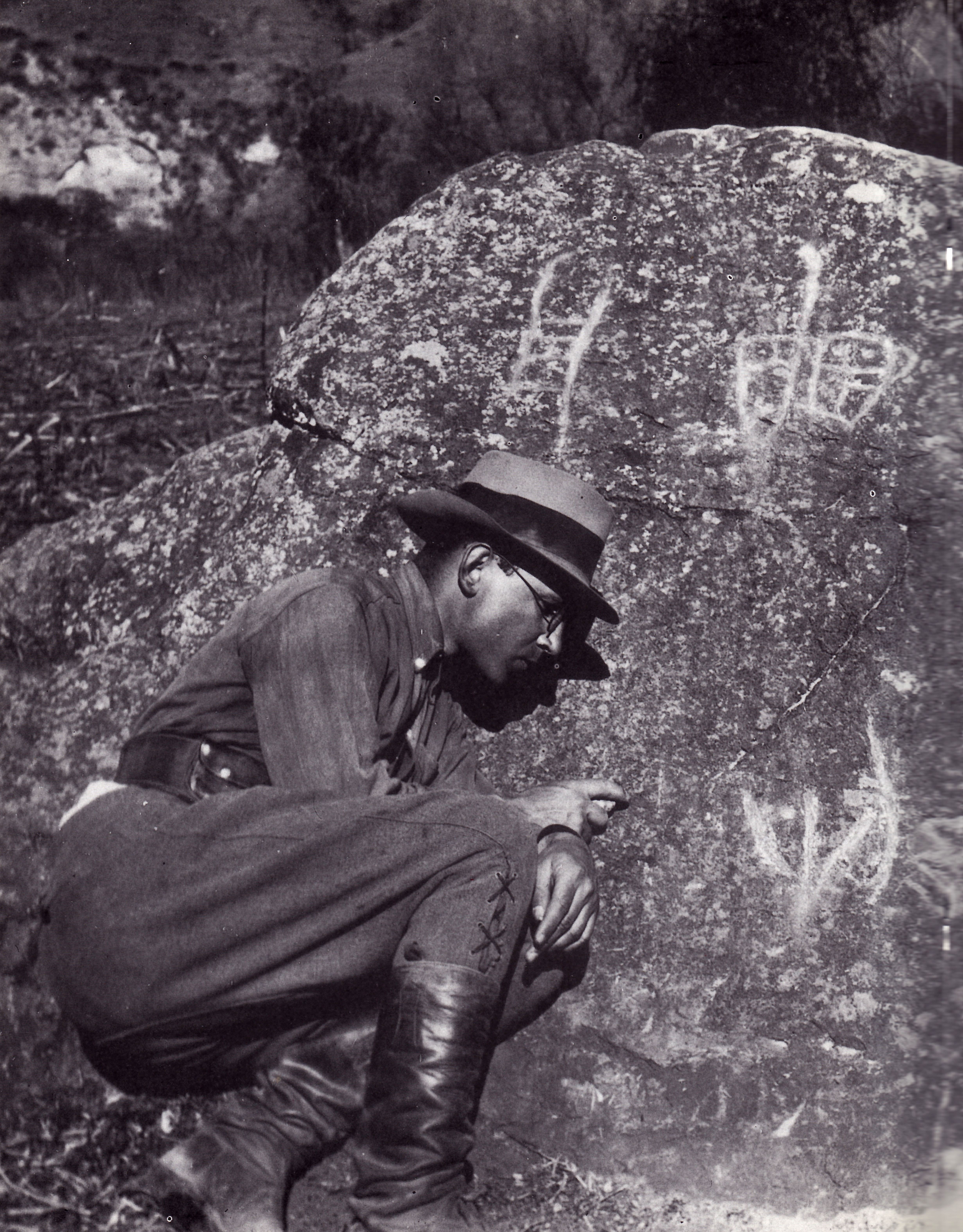
ألفريد ميترو في كانديلاريا

ولد كلاستر في 17 مايو 1934، في باريس، فرنسا. درس في جامعة السوربون، ونال إجازة في الأدب في عام 1957، ودبلوم دراسات عليا متعمقة في الفلسفة في العام التالي. بدأ العمل في الأنثروبولوجيا بعد عام 1956 كطالب لدى كلود ليفي شتراوس، وعمل في مختبر الأنثروبولوجيا الاجتماعية التابع للمركز الوطني الفرنسي للبحث العلمي خلال ستينيات القرن الماضي. وكان أيضًا طالبًا لدى ألفريد ميترو في المدرسة التطبيقية للدراسات العليا في عام 1959.
نُشِرت أول مقالة لكلاستر في عام 1962، أي قبل عام من ذهاب كلاستر في رحلة لمدة ثمانية أشهر إلى مجتمع الغواياكي في باراغواي بمساعدة ميترو. واتخذ من دراسة غواياكي أساسًا لمقال في مجلة المجتمع الأمريكي، ولرسالة الدكتوراه في 1965 في علم الأعراق بعنوان «الحياة الاجتماعية لقبيلة بدوية: هنود غواياكي في باراغواي»، ولمقال «القوس والسلة» وأخيرًا لكتابه الأول «تاريخ هنود الغواياكي (1972)».
عاد كلاستر في عام 1965 إلى باراغواي والتقى بشعب الغواراني، وقاده هذا اللقاء إلى كتاب «المتحدث الأعظم (1974)». في عامي 1966 و1968، شارك كلاستر بحملات استكشافية إلى مجموعات شعوب الشولوبي في منطقة غران تشاكو في باراغواي. واستخدمت هذه التجربة لكتابة مقالي «ما يُضحِك الهنود» و«أحزان المقاتل الهمجي». لاحظ كلاستر في رحلته الرابعة شعب اليانومامي الفنزويلي بين عامي 1970 و1971 وكتب «الحدود الأخيرة». زار لمدة قصيرة شعب الغواراني الذي هاجر من باراغواي إلى البرازيل وكانت تلك مهمته الأخيرة عام 1974.
في عام 1971، أصبح محاضرًا في القسم الخامس في المدرسة التطبيقية للدراسات العليا، ورُقِّي إلى مدير دراسات الدين ومجتمعات الهنود في أمريكا الجنوبية في أكتوبر 1975. وفي نفس العام غادر مكتبه كباحث في مختبر الأنثروبولوجيا الاجتماعية-الذي عمل فيه منذ عام 1961-بعد اعتراضات حول نظريات ليفي شتراوس. في عام 1977، شارك في تأسيس جريدة «الحر» إلى جانب الأعضاء السابقين في علم اجتماع الهمج وهم ميغيل أبينسور وكورنيليو كاستورياديس ومارسيل غوشيه وكلود ليفورت وموريس لوسياني. ولاحقًا ذاك العام، توفي كلاستر بعمر ناهز ال 43 في غابرياك لوزير يوم 25 يوليو في حادث سيارة.

## أعماله

### «تاريخ هنود الغواياكي»
نُشر كتاب كلاستر الأول في فرنسا من قِبل شركة پلون في عام 1972 بعنوان تاريخ الهنود الغواياكي المعروفين بـ «آشيه»، الصيادون البدو في باراغواي». كان مهتمًا بشعب الغواياكي لقلة الأبحاث عنهم منذ أن أجبرتهم ديكتاتورية ألفريدو سترويسنر على العيش تحت قيود إقليمية وأطلقت حملة تهدئة بين عامي 1959 و1962. يصف المؤلف في الكتاب ثقافة الغواياكي مع التركيز على دورة حياتهم و «صراعاتهم اليومية من أجل البقاء». ويصف تقاليدهم الأخلاقية في طقوس العبور والزواج والصيد والحرب والموت، بالإضافة لعلاقتهم بالشعب غير الهندي والطبيعة. في عام 1976 ترجم بول أوستر، ثم «مجهول فقير»، الكتاب إلى اللغة الإنجليزية لكنه لم يُنشَر حتى عام 1998 من قبل زون بوكس. ترجم أوستر هذا العمل لأنه كان مفتونًا بنثر كلاستر الذي «يبدو أنه يجمع بين مزاج شاعر وعمق عقل فيلسوف».
على الرغم من أن صفاته الأدبية هي ما جذب أوستر، اُنتقِد العمل باعتباره «رومانسيًا». قال عالم الأنثروبولوجيا، كليفورد جيرتز، إن كلاستر «آمن بأفضلية الحياة البسيطة (فكر روسو)، وهي وجهة نظر مفادها أن (الهمجيين) مختلفون جذريًا، على الأرجح أكثر أصالة منا، ومتفوقون أخلاقيا علينا، ولا يحتاجون أن نحميهم إلا من جشعنا وقسوتنا». صرَّح بارثولوميو دين، الذي كتب في مجلة الأنثروبولوجيا اليوم، أن «جهل كلاستر التاريخي ورومانسيته البلاغية وتحويل المنطقة إلى متحف تحجب للأسف التحديات القائمة التي يواجهها السكان الأصليون مثل الغواياكي.»
وعلى عكس غيرتس ودين، قال ديفيد رينز والاس إنه عمل «مقلق» لأن «وجهة النظر الحنينية إلى الحياة البدائية ليست السائدة الآن في الأوساط الأدبية». زعم والاس أن كلاستر قد حرّف علاقة الغواياكي بالطبيعة لأنه «كان على استعداد لرؤية تعارض أقوى بين الحضارة والطبيعة» بصفته بنيويًا. وبالرغم من ذلك كتب «مهما كان صدق تفسير كلاستر لفكر الغواياكي، فإن استحضاره لحياتهم المفقودة له سحر فاتن وجاذبية تعلو تلقائيًا من ميلنا المتحضر للبشر البريين الذين يبدون غرباء في البداية، قاطعين الغابات عراةً ولكنهم أثبتوا أنهم يشبهوننا في المشاعر حتى ولو لم يشبهونا في الفكر والعادات.»
في الأنثروبولوجيا اليوم، شرح جون أبينك السياق التاريخي الذي كتب فيه كلاستر الكتاب، وجادل «بعرضهم كسكان أصليين ذوي قيم وهوية ثقافية محددة، وحاول تدعيم وجودهم وحقوقهم التاريخية». رفض أبنيك أيضًا فكرة عدم وجود منظور نقدي إذ أن تركيز كلاستر على المشاكل التي قد يجلبها المجتمع الغربي للغواياكي هو ضد «الفكرة المتغطرسة التي اقترحت أن يتخذوا صورتنا ويستجيبوا لنماذجنا في الحياة الاجتماعية والاقتصادية».

### «المجتمع ضد الدولة»
يُعتَبر عمله الرئيسي، لتقديمه مفهوم «المجتمع ضد الدولة». نُشِر مقال «أبحاث الأنثروبولوجيا السياسية» لأول مرة من قبل شركة «ليزيديسيون دو مينوي» في عام 1974. تُرجِمت لأول مرة بواسطة أوريزن بوكس في عام 1977 بعنوان «المجتمع ضد الدولة: الزعيم كخادم والاستخدامات الإنسانية للقوة بين هنود الأمريكتين»، إلا أنها لم تلقَ اهتمامًا كبيرًا. وفي عام 1989، أعادت زون بوكس نشرها بعنوان «المجتمع ضد الدولة: مقالات في الأنثروبولوجيا السياسية». وهي عبارة عن مجموعة من أحد عشر مقالة: «كوبرنيكوس والهمج» و«المبادلة والسلطة: فلسفة الزعامة الهندية» و«الاستقلال والزواج الخارجي» و«عناصر الديموغرافيا الأمريكية الهندية» و«القوس والسلة» «ما يُضحِك الهنود» و«واجب الكلام» و«أنبياء في الغابة» و«واحد دون عدة» و«التعذيب في المجتمعات البدائية» وأخيرًا مقالة بعنوان «المجتمع ضد الدولة».
نُشِرت مقالة «المبادلة والسلطة» في الأصل في صحيفة «لوم» في عام 1962. ونُشِر في نفس الصحيفة كل من «الاستقلال والزواج الخارجي» في عام 1963، و«القوس والسلة» في عام 1966، «عناصر الديموغرافيا الأمريكية الهندية» و «التعذيب في المجتمعات البدائية» في عام 1973. في حين نُشِر مقال «ما يُضحِك الهنود» في الأصل في جريدة «لي تامب موديرن» في عام 1967، ونُشِرت مقالة «كوبرنيكوس والهمج» في مجلة «كريتيك» عام 1969. كما نُشِر مقال «أنبياء في الغابة» و «واحد دون عدة» في مجلة «ليفيمير» في عامي 1969 و1972 على التوالي. في عام 1973، أُصدر «واجب الكلام» في «نوفيل ريفو دو سايكاناليز».